# أحداث عين شمس
أحداث عين شمس وقعت في أواخر مارس 2014م وقتل فيها خمس ضحايا بينهم ماري سامح جورج وميادة أشرف.
- نشرت اليوم السابع: تباشر نيابة المرج برئاسة المستشار حسن داود التحقيق في الواقعة، وأعلنت الأجهزة الأمنية المصرية أنها قبضت على (خمس ملثمين) تتهمهم بقتل ماري سامح بطعنة وقتل ميادة أشرف بطلقة في الصدر والرأس، على يد عناصر الإخوان.[2]
- نشرت الفجر: قتل أنصار الإخوان ماري سامح جورج بالأسلحة البيضاء.[3]
- نشرت يناير: قتل - رصاص الداخلية حسب شهود عيان - ماري سامح والصحفية ميادة أشرف.[4]
- نشرت الأقباط اليوم: نفى الطب الشرعي وجود طعنات، بل دخلت رصاصة صدر ماري سامح وحدث لبس لوجود سحجات على وجهها نتيجة الاصطدام بالأرض.[5]
- نشرت الوطن: قال محامي قبطي أن الإخوان حاولوا الاعتداء على كنيسة السيدة العذراء والملاك ميخائيل وأطلقوا النيران.[6]
- نشرت الشروق: انتقدت مشيخة الطرق الصوفية (الإرهاب الأعمى) الذي قتل ميادة أشرف وماري جورج.[7]
- نشرت مصراوي: صحفية الدستور ميادة أشرف قتلت بالرصاص أثناء تغطية مسيرة الإخوان.[8]